# Torneo Clausura 2016 (Venezuela)
El Torneo Clausura, fue el segundo de los dos torneos de la Primera División de Venezuela 2016 de la primera división venezolana de fútbol.

## Sistema de competición
El torneo se juega con el formato todos contra todos en una rueda de 19 fechas, en los que participan veinte equipos.  Los mejores ocho de la primera ronda clasifican a una liguilla, con enfrentamientos de ida y vuelta, para definir al Campeón. Los campeones de los dos torneos (Apertura y Clausura) se enfrentan en una final a partidos de ida y vuelta para definir al Campeón Nacional quien se lleva el título de liga es decir, la estrella de la temporada.
El equipo campeón del Torneo Clausura 2016 clasifica para la Copa Libertadores 2017 y el subcampeón clasifica para la Copa Sudamericana 2017.
Todo lo concerniente a un empate de puntos al finalizar el Torneo entre dos clubes, se dilucidará en favor del Club que ganó el encuentro jugado entre ambos; y de haber un empate en el enfrentamiento, en favor del Club que tenga mejor diferencia de goles a favor. Si persiste, se tomará en cuenta quien haya marcado más goles a favor; Si el empate es entre tres o más clubes, se define en favor del Club que tenga más puntos obtenidos solo entre los cruces de los clubes involucrados.

## Información de los equipos
| Club                                      | Ciudad         | Entrenador              | Estadio                                      | Capacidad     | Indumentaria        | Patrocinador Principal             | Patrocinadores secundarios                      |
| ----------------------------------------- | -------------- | ----------------------- | -------------------------------------------- | ------------- | ------------------- | ---------------------------------- | ----------------------------------------------- |
| Deportivo Lara                            | Cabudare       | Leonardo González       | Metropolitano de Cabudare                    | 45.312        | Adidas              | SoloDeportes                       | / Alimex                                        |
| Aragua Fútbol Club                        | Maracay        | Juvencio Betancourt     | Hermanos Ghersi                              | 16.000        | New Arrival         | Gobierno Bolivariano de Aragua     | Eurobuilding / TeleAragua/Meridiano             |
| Atlético Venezuela                        | Caracas        | Álex Pallarés           | Brígido Iriarte                              | 10.000        | Adidas              | GUUAO                              | / Gatorade                                      |
| Carabobo Fútbol Club                      | Carabobo       | Juan Domingo Tolisano   | Polideportivo Misael Delgado                 | 10.400        | Adidas              | Gobierno Bolivariano de Carabobo   | -                                               |
| Caracas Fútbol Club                       | Caracas        | Antonio Franco          | Olímpico de la UCV Cocodrilos Sport Park     | 24.900 3.000  | Adidas              | Maltín Polar                       | / / Plumrose                                    |
| Deportivo Anzoategui                      | Barcelona      | Nicolás Larcamón        | José Antonio Anzoátegui                      | 40.000        | Skyros              | Gobierno Bolivariano de Anzoategui | Rutaca Airlines / Venezolana                    |
| Deportivo JBL del Zulia                   | Maracaibo      | Frank Flores            | José Encarnación Romero                      | 45.000        | JBL Sports          | Brava Lubricants                   | -                                               |
| Deportivo La Guaira                       | Caracas        | Eduardo Saragó          | Olímpico de la UCV Metropolitano de Cabudare | 24.900 45.312 | Adidas              | Traki                              | ONA                                             |
| Deportivo Táchira                         | San Cristóbal  | Carlos Fabián Maldonado | Pueblo Nuevo                                 | 38.755        | Skyros              | JHS Grupo                          | Maltín Polar / Pepsi / DirecTV / Kino Táchira   |
| Estudiantes de Caracas                    | Caracas        | Daniel Lanata           | Brígido Iriarte                              | 10.000        | Beethoven Sport     | Maltín Polar                       | / Pepsi / Seguros La Vitalicia                  |
| Estudiantes de Mérida                     | Mérida         | Ruberth Moran           | Metropolitano de Mérida Guillermo Soto Rosa  | 42.200 15.000 | Academia Sport Wear | Gobierno Socialista de Mérida      |                                                 |
| Llaneros de Guanare                       | Guanare        | Pastor Márquez          | Rafael Calles Pinto                          | 7.000         | No Tiene            | Suavelado                          | Portuguesa Socialista                           |
| Mineros de Guayana                        | Ciudad Guayana | José "Chuy" Vera        | CTE Cachamay                                 | 41.600        | Sport Jugados       | Gobernación de Bolívar             | / DirecTV / Pepsi / Traki / Inter               |
| Monagas SC                                | Maturín        | Jhonny Ferreira         | Monumental de Maturín                        | 51.796        | Sport Jugados       | Gobernación de Monagas             | / Samsung                                       |
| Petare Fútbol Club                        | Caracas        | Louey Salah             | Olímpico de la UCV Cocodrilos Sport Park     | 24.900        | Xtrem               | LĒON Sport                         | -                                               |
| Portuguesa F.C.                           | Araure         | Renato Renauro          | José Antonio Páez                            | 14.000        | Uhlsport            |                                    | Portuguesa Socialista // Aceite Portuguesa / // |
| Trujillanos Fútbol Club                   | Valera         | Darío Martínez          | Estadio José Alberto Pérez                   | 26.000        | Sport Jugados       |                                    | Trujillo Potencia Deportiva                     |
| Ureña SC                                  | Ureña          | Ronaldy Contreras       | Pueblo Nuevo                                 | 38.755        | Sport Jugados       | Materiales La Unión                | -                                               |
| Zamora Fútbol Club                        | Barinas        | Francesco Stifano       | Agustín Tovar                                | 24.396        | Skyros              |                                    | / Domosa                                        |
| Zulia Fútbol Club                         | Maracaibo      | César Marcano           | José Encarnación Romero                      | 45.000        | Sport Jugados       | Gobierno Bolivariano de Zulia      |                                                 |
| Datos actualizados el 22 de julio de 2016 |                |                         |                                              |               |                     |                                    |                                                 |

### Estadios
| | Estadio Metropolitano de Cabudare                                                                             | |                                                                                    |
| Monumental de Maturín Ciudad: Maturín Capacidad: 51.796 Club: Monagas SC                                      | Estadio Metropolitano de Cabudare Ciudad: Cabudare Capacidad: 45.312 Club: Deportivo Lara                     | Estadio Metropolitano de Mérida Ciudad: Mérida Capacidad: 42,200 Club: Estudiantes de Mérida            | Estadio Cachamay Ciudad: Ciudad Guayana Capacidad: 41,600 Club: Mineros de Guayana |
| | | |                                                                                    |
| Estadio José Antonio Anzoátegui Ciudad: Puerto La Cruz Capacidad: 40,000 Club: Deportivo Anzoategui S.C.      | Estadio José Encarnación Romero Ciudad: Maracaibo Capacidad: 45,000 Club: Zulia FC, Deportivo JBL del Zulia   | Polideportivo de Pueblo Nuevo Ciudad: San Cristóbal Capacidad: 38,755 Club: Deportivo Táchira, Ureña SC | Estadio José Alberto Pérez Ciudad: Valera Capacidad: 25,000 Club: Trujillanos FC   |
| | | |                                                                                    |
| Estadio Olímpico de la UCV Ciudad: Caracas Capacidad: 24,900 Club: Caracas FC, Petare FC, Deportivo La Guaira | Estadio Agustín Tovar Ciudad: Barinas Capacidad: 24,396 Club: Zamora FC                                       | Hermanos Ghersi Ciudad: Maracay Capacidad: 16,000 Club: Aragua                                          | Estadio José Antonio Páez Ciudad: Acarigua Capacidad: 14,000 Club: Portuguesa FC   |
| | | |                                                                                    |
| Polideportivo Misael Delgado Ciudad: Valencia Capacidad: 10,400 Club: Carabobo FC                             | Estadio Brígido Iriarte Ciudad: Caracas Capacidad: 10,000 Club: Atlético Venezuela, Estudiantes de Caracas SC | Rafael Calles Pinto Ciudad: Guanare Capacidad 7,000 Club: Llaneros de Guanare EF                        | Estadio Giuseppe Antonelli Ciudad: Maracay Capacidad: 14,000 Club: Aragua FC       |
| | | |                                                                                    |
| Cocodrilos Sports Park Ciudad: Caracas Capacidad: 3,500 Club: Caracas FC, Petare FC                           | | |                                                                                    |

## Localización
| Región                   | N.º | Equipos                                                                                    |
| ------------------------ | --- | ------------------------------------------------------------------------------------------ |
| Región Capital           | 5   | Atlético Venezuela, Caracas FC, Deportivo La Guaira, Estudiantes de Caracas SC y Petare FC |
| Región de los Andes      | 5   | Estudiantes de Mérida, Deportivo Táchira, Trujillanos FC, Ureña SC, y Zamora FC            |
| Región Centro Occidental | 3   | Deportivo Lara, Llaneros FC y Portuguesa FC                                                |
| Región Central           | 2   | Aragua y Carabobo FC                                                                       |
| Región Nor-Oriental      | 2   | Deportivo Anzoátegui SC y Monagas SC                                                       |
| Región Zuliana           | 2   | Zulia FC y Deportivo JBL                                                                   |
| Región Guayana           | 1   | CD Mineros de Guayana                                                                      |

### Jugadores foráneos
El número de jugadores extranjeros está restringido a tres por equipo. Actualizado al 23 de junio de 2016.
| Equipo                  | Jugador 1          | Jugador 2        | Jugador 3           |
| ----------------------- | ------------------ | ---------------- | ------------------- |
| Aragua FC               | Carlos Hernández   | Jarol Herrera    | Yeisson Medina      |
| Atlético Venezuela CF   | Josiel Núñez       | Minor López      | Cristian González   |
| Caracas FC              | Over García        | Henry López      |                     |
| Carabobo FC             | Hugo Soto          | Darwin Pinzón    | Tulio Etchemaite    |
| Deportivo Anzoátegui    | Rolando Escobar    | Elías Vásquez    | Néstor Bareiro      |
| Deportivo JBL del Zulia | Eduardo Rodríguez  |                  |                     |
| Deportivo Lara          | Lucas Baldin       | Matías Manzano   | Octavio Zapata      |
| Deportivo La Guaira     | Ignacio González   | Fredys Arrieta   |                     |
| Deportivo Táchira       | Sergio Herrera     | Yuber Mosquera   | Jonathan Souza      |
| Estudiantes de Caracas  | Marcos Pereira     | Adolfo Valdez    | Adriano Duarte      |
| Estudiantes de Mérida   | Lorenzo Rodríguez  | Juan Muriel      | José Posas          |
| Llaneros de Guanare     | Leandro Vargas     | Moisés Galezzo   | Leonardo Ossa       |
| Mineros de Guayana      | Ernesto Sinclair   | Miguel Camargo   | Nelson Semperena    |
| Monagas SC              | Armando Polo       | Daniel Mustafá   | Lucas Trejo         |
| Petare FC               | Juan Zuluaga       | Wilfer Montoya   | Uriel Carlos Raponi |
| Portuguesa FC           | Andrés Mosquera    | Pablo Peréz      | Manuel Murillo      |
| Trujillanos FC          | James Cabezas      | Otoniel Espinoza | Rolando Batista     |
| Ureña SC                | Víctor Rentería    |                  |                     |
| Zamora FC               | Ricardo Clarke     | Luis Ovalle      | Sebastián Contreras |
| Zulia FC                | Luciano Guaycochea | César Gómez      | Sergio Unrein       |

## Clasificación
| Pos.                                         | Equipos                 | PJ | PG | PE | PP | GF | GC | Dif. | Pts. |
| -------------------------------------------- | ----------------------- | -- | -- | -- | -- | -- | -- | ---- | ---- |
| 1.                                           | Carabobo FC             | 19 | 13 | 3  | 3  | 37 | 15 | 22   | 42   |
| 2.                                           | Atlético Venezuela      | 19 | 10 | 5  | 4  | 29 | 18 | 11   | 35   |
| 3.                                           | Monagas SC              | 19 | 10 | 3  | 6  | 33 | 23 | 10   | 33   |
| 4.                                           | Caracas FC              | 19 | 8  | 7  | 4  | 36 | 19 | 17   | 31   |
| 5.                                           | Deportivo La Guaira     | 19 | 8  | 6  | 5  | 29 | 19 | 10   | 30   |
| 6.                                           | Deportivo Táchira       | 19 | 9  | 3  | 7  | 22 | 26 | -4   | 30   |
| 7.                                           | AC Deportivo Lara       | 19 | 9  | 2  | 8  | 21 | 21 | 0    | 29   |
| 8.                                           | Zulia FC                | 19 | 7  | 8  | 4  | 30 | 21 | 9    | 29   |
| 9.                                           | Deportivo Anzoátegui    | 19 | 9  | 2  | 8  | 25 | 25 | 0    | 29   |
| 10.                                          | Estudiantes de Mérida   | 19 | 8  | 4  | 7  | 21 | 25 | -4   | 28   |
| 11.                                          | Zamora FC               | 19 | 8  | 3  | 8  | 29 | 20 | 9    | 27   |
| 12.                                          | Portuguesa FC           | 19 | 5  | 9  | 5  | 23 | 20 | 3    | 24   |
| 13.                                          | Aragua FC               | 19 | 6  | 4  | 9  | 21 | 27 | -6   | 22   |
| 14.                                          | Mineros de Guayana      | 19 | 4  | 9  | 6  | 23 | 25 | -2   | 21   |
| 15.                                          | Deportivo JBL del Zulia | 19 | 5  | 5  | 9  | 20 | 19 | 1    | 20   |
| 16.                                          | Trujillanos FC          | 19 | 4  | 7  | 8  | 23 | 32 | -8   | 19   |
| 17.                                          | Llaneros de Guanare     | 19 | 4  | 6  | 9  | 19 | 33 | -14  | 18   |
| 18.                                          | Estudiantes de Caracas  | 19 | 5  | 3  | 11 | 13 | 32 | -19  | 18   |
| 19.                                          | Ureña SC                | 19 | 4  | 6  | 9  | 21 | 41 | -20  | 18   |
| 20.                                          | Petare FC               | 19 | 4  | 5  | 10 | 15 | 29 | -14  | 17   |
| Última actualización: 23 de octubre de 2016. |                         |    |    |    |    |    |    |      |      |

| 1. |

|  |                                                                                          |
|  | Campeón Clasificado para la fase de grupos de la Copa Libertadores 2017                  |
|  | Finalista Clasificado para la primera fase de la Copa Sudamericana 2017 como Venezuela 2 |
|  | Zona de clasificación a los cuartos de final.                                            |
|  | Parcialmente eliminados.                                                                 |

### Evolución en la tabla de posiciones
| Equipo                  | Jornada | Jornada | Jornada | Jornada | Jornada | Jornada | Jornada | Jornada | Jornada | Jornada | Jornada | Jornada | Jornada | Jornada | Jornada | Jornada | Jornada | Jornada | Jornada | Jornada |
| Equipo                  | 1       | 2       | 3       | 4       | 5       | 6       | 7       | 8       | 9       | 10      | 11      | 12      | 13      | 14      | 15      | 16      | 17      | 18      | 19      |         |
| ----------------------- | ------- | ------- | ------- | ------- | ------- | ------- | ------- | ------- | ------- | ------- | ------- | ------- | ------- | ------- | ------- | ------- | ------- | ------- | ------- | ------- |
| Carabobo FC             | 4       | 9       | 4       | 2       | 2       | 2       | 2       | 1       | 1       | 1       | 1       | 1       | 1       | 1       | 1       | 1       | 1       | 1       | 1       |         |
| Atlético Venezuela      | 17      | 10      | 10      | 5       | 3       | 3       | 3       | 4       | 7       | 5       | 2       | 3       | 2       | 2       | 3       | 2       | 2       | 3       | 2       |         |
| Monagas SC              | 16      | 15      | 12      | 12      | 6       | 4       | 4       | 3       | 4       | 2       | 4       | 5       | 7       | 5       | 4       | 3       | 3       | 2       | 3       |         |
| Caracas FC              | 10      | 14      | 8       | 11      | 13      | 7       | 7       | 9       | 6       | 4       | 3       | 2       | 4       | 3       | 2       | 5       | 4       | 6       | 4       |         |
| Deportivo La Guaira     | 8       | 6       | 9       | 7       | 7       | 8       | 9       | 11      | 13      | 13      | 14      | 12      | 12      | 11      | 8       | 9       | 10      | 7       | 5       |         |
| Deportivo Táchira       | 11      | 16      | 13      | 16      | 12      | 15      | 12      | 12      | 9       | 7       | 7       | 4       | 3       | 4       | 5       | 4       | 5       | 4       | 6       |         |
| Zulia FC                | 13      | 13      | 14      | 13      | 10      | 10      | 5       | 5       | 5       | 8       | 8       | 7       | 5       | 6       | 6       | 6       | 6       | 8       | 7       |         |
| Deportivo Anzoátegui    | 3       | 2       | 6       | 9       | 5       | 6       | 11      | 7       | 8       | 9       | 10      | 10      | 6       | 7       | 10      | 7       | 8       | 9       | 8       |         |
| Deportivo Lara          | 15      | 17      | 19      | 18      | 20      | 20      | 18      | 16      | 16      | 16      | 15      | 13      | 14      | 12      | 12      | 11      | 7       | 5       | 9       |         |
| Estudiantes de Mérida   | 6       | 4       | 5       | 8       | 11      | 11      | 6       | 8       | 11      | 11      | 9       | 9       | 10      | 13      | 13      | 14      | 17      | 10      | 10      |         |
| Zamora FC               | 7       | 3       | 1       | 1       | 1       | 1       | 1       | 2       | 2       | 3       | 5       | 6       | 8       | 8       | 11      | 12      | 12      | 11      | 11      |         |
| Portuguesa FC           | 12      | 7       | 7       | 3       | 4       | 5       | 10      | 10      | 10      | 10      | 11      | 11      | 11      | 9       | 9       | 10      | 11      | 13      | 12      |         |
| Aragua FC               | 1       | 1       | 3       | 6       | 9       | 12      | 8       | 6       | 3       | 6       | 6       | 8       | 9       | 10      | 7       | 8       | 9       | 12      | 13      |         |
| Mineros de Guayana      | 9       | 12      | 17      | 17      | 18      | 17      | 16      | 17      | 17      | 17      | 16      | 19      | 17      | 20      | 19      | 17      | 18      | 16      | 14      |         |
| Deportivo JBL del Zulia | 2       | 5       | 2       | 4       | 8       | 9       | 13      | 14      | 15      | 15      | 19      | 18      | 16      | 16      | 18      | 16      | 14      | 14      | 15      |         |
| Trujillanos FC          | 5       | 8       | 15      | 14      | 15      | 16      | 17      | 18      | 18      | 18      | 17      | 15      | 13      | 14      | 15      | 18      | 19      | 15      | 16      |         |
| Llaneros de Guanare     | 19      | 20      | 18      | 20      | 19      | 19      | 20      | 20      | 19      | 19      | 18      | 17      | 15      | 19      | 14      | 15      | 15      | 17      | 17      |         |
| Estudiantes de Caracas  | 18      | 11      | 11      | 15      | 16      | 14      | 15      | 15      | 12      | 12      | 13      | 16      | 19      | 15      | 17      | 13      | 13      | 19      | 18      |         |
| Ureña SC                | 20      | 19      | 16      | 10      | 14      | 13      | 14      | 13      | 14      | 14      | 12      | 14      | 18      | 18      | 16      | 19      | 16      | 18      | 19      |         |
| Petare FC               | 14      | 18      | 20      | 19      | 17      | 18      | 19      | 19      | 20      | 20      | 20      | 20      | 20      | 17      | 20      | 20      | 20      | 20      | 20      |         |

## Resultados
- Los horarios corresponden a la hora local de Venezuela (UTC-4)

Calendario sujeto a cambios
| Aragua FC               | 4 : 1 | Llaneros de Guanare | Giuseppe Antonelli        | 2 de julio | 15:30 | Sin transmisión | 900   |
| Estudiantes de Mérida   | 1 : 0 | Atlético Venezuela  | Metropolitano de Mérida   | 2 de julio | 18:00 | Sin transmisión | 2.100 |
| Mineros de Guayana      | 2 : 2 | Deportivo La Guaira | CTE Cachamay              | 2 de julio | 18:00 | Sin transmisión | 1.266 |
| Deportivo JBL del Zulia | 3 : 0 | Ureña SC            | José "Pachencho" Romero   | 3 de julio | 15:00 | Sin transmisión | 927   |
| Estudiantes de Caracas  | 0 : 1 | Zamora FC           | Brígido Iriarte           | 3 de julio | 15:30 | Sin transmisión | 2.671 |
| Caracas FC              | 1 : 1 | Portuguesa FC       | Cocodrilos Sport Park     | 3 de julio | 15:30 | Sin transmisión | 2.289 |
| Deportivo Táchira FC    | 1 : 1 | Zulia FC            | Pueblo Nuevo              | 3 de julio | 16:30 | Sin transmisión | 3.500 |
| Deportivo Anzoátegui    | 2 : 1 | Monagas SC          | José Antonio Anzoátegui   | 3 de julio | 17:00 | Sin transmisión | 3.852 |
| Carabobo FC             | 2 : 1 | Petare FC           | Misael Delgado            | 3 de julio | 17:00 | Sin transmisión | 710   |
| Deportivo Lara          | 1 : 2 | Trujillanos FC      | Metropolitano de Cabudare | 3 de julio | 17:00 | Sin transmisión | 1.044 |

| Aragua FC           | 2 : 1 | Caracas FC              | Giuseppe Antonelli        | 9 de julio  | 15:00 | GolTV / TLT     | 1.995 |
| Portuguesa FC       | 2 : 1 | Carabobo FC             | José Antonio Páez         | 10 de julio | 15:00 | Sin transmisión | 2.841 |
| Petare FC           | 1 : 3 | Deportivo Anzoátegui    | Cocodrilos Sport Park     | 10 de julio | 15:00 | Sin transmisión | 298   |
| Deportivo La Guaira | 2 : 0 | Llaneros de Guanare     | Metropolitano de Cabudare | 10 de julio | 16:00 | Sin transmisión | 110   |
| Ureña SC            | 1 : 2 | Estudiantes de Mérida   | Pueblo Nuevo              | 10 de julio | 16:00 | Sin transmisión | 178   |
| Atlético Venezuela  | 3 : 2 | Deportivo Lara          | Brígido Iriarte           | 10 de julio | 16:00 | Sin transmisión | 1.156 |
| Trujillanos FC      | 2 : 3 | Estudiantes de Caracas  | José Alberto Pérez        | 10 de julio | 16:00 | Sin transmisión | 1.865 |
| Zulia FC            | 1 : 1 | Mineros de Guayana      | José Encarnación Romero   | 10 de julio | 16:00 | Sin transmisión | 3.147 |
| Monagas SC          | 1 : 1 | Deportivo JBL del Zulia | Monumental de Maturín     | 10 de julio | 16:00 | Sin transmisión | 1.229 |
| Zamora FC           | 3 : 1 | Deportivo Táchira FC    | Agustín Tovar             | 10 de julio | 19:00 | Sin transmisión | 4.350 |

| Estudiantes de Caracas  | 1 : 1 | Atlético Venezuela  | Brígido Iriarte           | 16 de julio | 15.00 | GolTV / TLT     | 3.418 |
| Aragua FC               | 0 : 0 | Portuguesa FC       | Giuseppe Antonelli        | 16 de julio | 15.30 | Sin transmisión | 886   |
| Mineros de Guayana      | 1 : 4 | Zamora FC           | CTE Cachamay              | 16 de julio | 17.15 | GolTV / TLT     | 3.070 |
| Estudiantes de Mérida   | 0 : 1 | Monagas SC          | Metropolitano de Mérida   | 16 de julio | 18.00 | Sin transmisión | 3.220 |
| Deportivo Anzoátegui    | 0 : 3 | Carabobo FC         | José Antonio Anzoátegui   | 16 de julio | 18.00 | Sin transmisión | 1.851 |
| Caracas FC              | 2 : 0 | Deportivo La Guaira | Cocodrilos Sport Park     | 17 de julio | 15.00 | GolTV / TLT     | 2.247 |
| Deportivo JBL del Zulia | 3 : 0 | Petare FC           | José "Pachencho" Romero   | 17 de julio | 15.00 | Sin transmisión | 1.200 |
| Llaneros de Guanare     | 1 : 1 | Zulia FC            | Rafael Calles Pinto       | 17 de julio | 15.30 | Sin transmisión | 1.875 |
| Deportivo Lara          | 1 : 2 | Ureña SC            | Metropolitano de Cabudare | 17 de julio | 16.00 | Sin transmisión | 1.888 |
| Deportivo Táchira FC    | 3 : 2 | Trujillanos FC      | Pueblo Nuevo              | 17 de julio | 17.15 | GolTV / TLT     | 3.466 |

| Atlético Venezuela  | 3 : 0 | Deportivo Táchira FC    | Brígido Iriarte           | 20 de julio | 15.30 | GolTV / MTV    | 1.359 |
| Zulia FC            | 2 : 2 | Caracas FC              | José Encarnación Romero   | 20 de julio | 15.30 | Sin trasmisión | 2.365 |
| Portuguesa FC       | 3 : 2 | Deportivo Anzoátegui    | José Antonio Páez         | 20 de julio | 15.30 | Sin trasmisión | 2.049 |
| Petare FC           | 0 : 0 | Estudiantes de Mérida   | Cocodrilos Sport Park     | 20 de julio | 15.30 | Sin trasmisión | 198   |
| Monagas SC          | 1 : 1 | Deportivo Lara          | Monumental de Maturín     | 20 de julio | 16.00 | Sin trasmisión | 1.176 |
| Deportivo La Guaira | 1 : 0 | Aragua FC               | Metropolitano de Cabudare | 20 de julio | 16.00 | Sin trasmisión | 72    |
| Trujillanos FC      | 0 : 0 | Mineros de Guayana      | José Alberto Pérez        | 20 de julio | 16.00 | Sin trasmisión | 945   |
| Carabobo FC         | 2 : 0 | Deportivo JBL del Zulia | Misael Delgado            | 20 de julio | 19.00 | Sin trasmisión | 512   |
| Ureña SC            | 2 : 0 | Estudiantes de Caracas  | Pueblo Nuevo              | 20 de julio | 19.00 | Sin trasmisión | 612   |
| Zamora FC           | 1 : 0 | Llaneros de Guanare     | Agustín Tovar             | 20 de julio | 19.30 | GolTV / MTV    | 2.402 |

| Aragua FC               | 2 : 3 | Zulia FC             | Giuseppe Antonelli        | 23 de julio | 15.00 | GolTV / TLT     | 899   |
| Deportivo La Guaira     | 0 : 0 | Portuguesa FC        | Metropolitano de Cabudare | 23 de julio | 16.00 | Sin transmisión | 801   |
| Estudiantes de Mérida   | 0 : 2 | Carabobo FC          | Metropolitano de Mérida   | 23 de julio | 18:00 | GolTV / TLT     | 2.694 |
| Llaneros de Guanare     | 1 : 1 | Trujillanos FC       | Rafael Calles Pinto       | 24 de julio | 15:00 | GolTV / TLT     | 1.285 |
| Deportivo JBL del Zulia | 1 : 2 | Deportivo Anzoátegui | José Encarnación Romero   | 24 de julio | 15:00 | Sin transmisión | 825   |
| Caracas FC              | 0 : 0 | Zamora FC            | Cocodrilos Sport Park     | 24 de julio | 15:30 | Sin transmisión | 2.388 |
| Estudiantes de Caracas  | 0 : 2 | Monagas SC           | Brígido Iriarte           | 24 de julio | 16:00 | Sin transmisión | 2.886 |
| Deportivo Lara          | 0 : 2 | Petare FC            | Metropolitano de Cabudare | 24 de julio | 16:00 | Sin transmisión | 917   |
| Mineros de Guayana      | 1 : 2 | Atlético Venezuela   | CTE Cachamay              | 24 de julio | 17.00 | Sin transmisión | 2.163 |
| Deportivo Táchira FC    | 2 : 1 | Ureña SC             | Pueblo Nuevo              | 24 de julio | 17:15 | GolTV / TLT     | 2.890 |

| Zulia FC             | 1 : 1 | Deportivo La Guaira     | José Encarnación Romero | 30 de julio | 15:30 | GolTV / TLT     | 2.389 |
| Carabobo FC          | 1 : 0 | Deportivo Lara          | Misael Delgado          | 30 de julio | 18:00 | GolTV / TLT     | 544   |
| Deportivo Anzoátegui | 1 : 1 | Estudiantes de Mérida   | José Antonio Anzoátegui | 30 de julio | 18:00 | Sin transmisión | 1.421 |
| Portuguesa FC        | 1 : 1 | Deportivo JBL del Zulia | José Antonio Páez       | 31 de julio | 15:00 | Sin transmisión | 3.580 |
| Atlético Venezuela   | 1 : 0 | Llaneros de Guanare     | Brígido Iriarte         | 31 de julio | 16:00 | Sin transmisión | 736   |
| Petare FC            | 0 : 1 | Estudiantes de Caracas  | Cocodrilos Sport Park   | 31 de julio | 16:00 | Sin transmisión | 853   |
| Monagas SC           | 4 : 0 | Deportivo Táchira       | Monumental de Maturín   | 31 de julio | 16:00 | Sin transmisión | 2.384 |
| Ureña SC             | 2 : 2 | Mineros de Guayana      | Pueblo Nuevo            | 31 de julio | 16:00 | Sin transmisión | 700   |
| Trujillanos FC       | 1 : 5 | Caracas FC              | José Alberto Pérez      | 31 de julio | 16:00 | Sin transmisión | 1.830 |
| Zamora FC            | 3 : 0 | Aragua FC               | Agustín Tovar           | 31 de julio | 19:00 | GolTV / TLT     | 3.285 |

| Aragua FC              | 2 : 0 | Trujillanos FC          | Giuseppe Antonelli        | 3 de agosto | 15:30 | Sin transmisión | 782   |
| Zulia FC               | 1 : 0 | Portuguesa FC           | José Encarnación Romero   | 3 de agosto | 15:30 | Sin transmisión | 1.448 |
| Lara                   | 1 : 0 | Deportivo Anzoátegui    | Metropolitano de Cabudare | 3 de agosto | 19:00 | Sin transmisión | 615   |
| Caracas FC             | 1 : 1 | Atlético Venezuela      | Cocodrilos Sport Park     | 3 de agosto | 15:30 | Sin transmisión | 1.894 |
| Estudiantes de Caracas | 1 : 1 | Carabobo FC             | Brígido Iriarte           | 3 de agosto | 15:30 | Sin transmisión | 1.176 |
| Estudiantes de Mérida  | 2 : 1 | Deportivo JBL del Zulia | Metropolitano de Mérida   | 3 de agosto | 19:00 | Sin transmisión | 2.665 |
| Llaneros de Guanare    | 2 : 2 | Ureña SC                | Rafael Calles Pinto       | 3 de agosto | 19:00 | Sin transmisión | 963   |
| Mineros de Guayana     | 1 : 1 | Monagas SC              | CTE Cachamay              | 3 de agosto | 19:00 | Sin transmisión | 3.643 |
| Deportivo Táchira      | 2 : 0 | Petare FC               | Pueblo Nuevo              | 3 de agosto | 19:30 | Sin transmisión | 2.768 |
| Deportivo La Guaira    | 1 : 1 | Zamora FC               | Metropolitano de Cabudare | 4 de agosto | 18:00 | Sin transmisión | 603   |

| Atlético Venezuela      | 1 : 2 | Aragua FC              | Brígido Iriarte         | 6 de agosto     | 15:00 | GolTV / TLT     | 752   |
| Ureña SC                | 1 : 1 | Caracas FC             | Pueblo Nuevo            | 6 de agosto     | 17:30 | GolTV / TLT     | 856   |
| Deportivo Anzoátegui    | 2 : 0 | Estudiantes de Caracas | José Antonio Anzoátegui | 6 de agosto     | 18:00 | Sin transmisión | 988   |
| Deportivo JBL del Zulia | 0 : 1 | Deportivo Lara         | José Encarnación Romero | 7 de agosto     | 15:00 | Sin transmisión | 263   |
| Portuguesa FC           | 2 : 2 | Estudiantes de Mérida  | José Antonio Páez       | 7 de agosto     | 15:00 | Sin transmisión | 3.894 |
| Monagas SC              | 6 : 1 | Llaneros de Guanare    | Monumental de Maturín   | 7 de agosto     | 16:00 | Sin transmisión | 2.133 |
| Petare FC               | 0 : 0 | Mineros de Guayana     | Cocodrilos Sport Park   | 7 de agosto     | 16:00 | Sin transmisión | 283   |
| Carabobo FC             | 3 : 0 | Deportivo Táchira      | Misael Delgado          | 7 de agosto     | 17:00 | GolTV / TLT     | 4.886 |
| Zamora FC               | 1 : 2 | Zulia FC               | Agustín Tovar           | 7 de agosto     | 19:30 | GolTV / TLT     | 3.119 |
| Trujillanos             | 2 : 2 | Deportivo La Guaira    | José Alberto Pérez      | 4 de septiembre | 16:00 | Sin transmisión | 1.750 |

| Aragua FC              | 1 : 0 | Ureña SC                | Giuseppe Antonelli        | 13 de agosto | 15.30 | Sin transmisión | 1.278 |
| Llaneros de Guanare    | 2 : 1 | Petare FC               | Rafael Calles Pinto       | 14 de agosto | 16.00 | Sin transmisión | 1.076 |
| Estudiantes de Caracas | 1 : 0 | Deportivo JBL del Zulia | Brígido Iriarte           | 14 de agosto | 16.00 | Sin transmisión | 2.417 |
| Zulia FC               | 1 : 1 | Trujillanos FC          | José Encarnación Romero   | 14 de agosto | 16.00 | Sin transmisión | 3.371 |
| Caracas FC             | 4 : 1 | Monagas SC              | Cocodrilos Sport Park     | 14 de agosto | 16.00 | Sin transmisión | 2.216 |
| Deportivo Táchira      | 2 : 0 | Deportivo Anzoátegui    | Pueblo Nuevo              | 14 de agosto | 16.30 | Sin transmisión | 3.296 |
| Mineros de Guayana     | 1 : 2 | Carabobo FC             | CTE Cachamay              | 14 de agosto | 17.00 | Sin transmisión | 2.833 |
| Zamora FC              | 0 : 0 | Portuguesa FC           | Agustín Tovar             | 14 de agosto | 19.30 | GolTV / TLT     | 2.889 |
| Deportivo Lara         | 1 : 0 | Estudiantes de Mérida   | Metropolitano De Cabudare | 28 de agosto | 16.00 | Sin transmisión | 116   |
| Deportivo La Guaira    | 3 : 3 | Atlético Venezuela      | Brígido Iriarte           | 9 de octubre | 16.00 | Sin transmisión | 242   |

| Petare FC               | 0 : 2 | Caracas FC             | Cocodrilos Sport Park   | 17 de agosto  | 15:30 | Sin transmisión | 480   |
| Deportivo JBL del Zulia | 0 : 1 | Deportivo Táchira      | José Encarnación Romero | 17 de agosto  | 15:30 | Sin transmisión | 984   |
| Monagas SC              | 2 : 1 | Aragua FC              | Monumental de Maturín   | 17 de agosto  | 16:00 | GolTV / TLT     | 2.220 |
| Atlético Venezuela      | 2 : 1 | Zulia FC               | Brígido Iriarte         | 17 de agosto  | 16:00 | MTV             | 673   |
| Carabobo FC             | 3 : 1 | Llaneros de Guanare    | Misael Delgado          | 17 de agosto  | 19:00 | Sin transmisión | 1.952 |
| Deportivo Anzoátegui    | 2 : 1 | Mineros de Guayana     | José Antonio Anzoátegui | 28 de agosto  | 17:00 | Sin transmisión | 1.581 |
| Ureña SC                | 0 : 6 | Deportivo La Guaira    | Pueblo Nuevo            | 31 de agosto  | 17:00 | Sin transmisión | 228   |
| Estudiantes de Mérida   | 4 : 1 | Estudiantes de Caracas | Metropolitano de Mérida | 10 de octubre | 17:00 | Sin transmisión | 2.791 |
| Portuguesa FC           | 1 : 2 | Deportivo Lara         | José Antonio Paéz       | 9 de octubre  | 16:00 | Sin transmisión | 2.019 |
| Trujillanos FC          | 2 : 0 | Zamora FC              | José Alberto Pérez      | 9 de octubre  | 16:00 | Sin transmisión | 965   |

| Aragua FC              | 1 : 1 | Petare FC               | Hermanos Ghersi         | 20 de agosto  | 15:00 | GolTV / TLT     | 1.636 |
| Caracas FC             | 0 : 0 | Carabobo FC             | Cocodrilos Sport Park   | 21 de agosto  | 16:00 | Sin transmisión | 2.254 |
| Trujillanos FC         | 3 : 2 | Portuguesa FC           | José Alberto Pérez      | 21 de agosto  | 16:00 | Sin transmisión | 1.565 |
| Zulia FC               | 2 : 3 | Ureña SC                | José Encarnación Romero | 21 de agosto  | 16:00 | Sin transmisión | 2.672 |
| Estudiantes de Caracas | 0 : 1 | Deportivo Lara          | Brígido Iriarte         | 21 de agosto  | 16:00 | Sin transmisión | 2.281 |
| Deportivo Táchira      | 0 : 0 | Estudiantes de Mérida   | Pueblo Nuevo            | 21 de agosto  | 16:30 | GolTV / TLT     | 4.249 |
| Mineros de Guayana     | 4 : 2 | Deportivo JBL del Zulia | CTE Cachamay            | 21 de agosto  | 17:00 | Sin transmisión | 1.230 |
| Llaneros de Guanare    | 1 : 0 | Deportivo Anzoátegui    | Rafael Calles Pinto     | 21 de agosto  | 18:00 | Sin transmisión | 1.205 |
| Zamora FC              | 0 : 1 | Atlético Venezuela      | Agustín Tovar           | 21 de agosto  | 19:30 | GolTV / TLT     | 2.369 |
| Deportivo La Guaira    | 0 : 2 | Monagas SC              | Brígido Iriarte         | 13 de octubre | 16:00 | Sin transmisión | 210   |

| Petare FC               | 1 : 0 | Deportivo La Guaira    | Cocodrilos Sport Park     | 9 de septiembre  | 15:00 | Sin transmisión | 185   |
| Estudiantes de Mérida   | 1 : 0 | Mineros de Guayana     | Metropolitano de Mérida   | 10 de septiembre | 18:00 | Sin transmisión | 1.927 |
| Deportivo Anzoátegui    | 1 : 3 | Caracas FC             | José Antonio Anzoátegui   | 10 de septiembre | 18:00 | GolTV / TLT     | 2.800 |
| Deportivo JBL del Zulia | 0 : 0 | Llaneros de Guanare    | José Encarnación Romero   | 11 de septiembre | 15:00 | Sin transmisión | 911   |
| Portuguesa FC           | 4 : 1 | Estudiantes de Caracas | José Antonio Páez         | 11 de septiembre | 16:00 | Sin transmisión | 2.540 |
| Atlético Venezuela      | 1 : 1 | Trujillanos FC         | Brígido Iriarte           | 11 de septiembre | 16:00 | GolTV / TLT     | 585   |
| Monagas SC              | 0 : 1 | Zulia FC               | Monumental de Maturín     | 11 de septiembre | 17:00 | GolTV / TLT     | 1.854 |
| Deportivo Lara          | 0 : 2 | Deportivo Táchira      | Metropolitano De Cabudare | 11 de septiembre | 17:00 | Sin transmisión | 1.631 |
| Carabobo FC             | 4 : 1 | Aragua FC              | Misael Delgado            | 11 de septiembre | 19:30 | GolTV / TLT     | 4.845 |
| Ureña SC                | 2 : 7 | Zamora FC              | Pueblo Nuevo              | 12 de octubre    | 19:00 | Sin transmisión | 259   |

| Aragua FC           | 0 : 1 | Deportivo Anzoátegui    | Hermanos Ghersi           | 14 de septiembre | 15:00 | GolTV / TLT     | 1.070            |
| Llaneros de Guanare | 2 : 0 | Estudiantes de Mérida   | Rafael Calles Pinto       | 14 de septiembre | 15:30 | Sin transmisión | 745              |
| Caracas FC          | 0 : 2 | Deportivo JBL del Zulia | Cocodrilos Sport Park     | 14 de septiembre | 16:00 | Sin transmisión | A puerta Cerrada |
| Trujillanos FC      | 2 : 0 | Ureña SC                | José Alberto Pérez        | 14 de septiembre | 16:00 | Sin transmisión | 832              |
| Atlético Venezuela  | 2 : 0 | Portuguesa FC           | Brígido Iriarte           | 14 de septiembre | 16:00 | GolTV           | 426              |
| Zulia FC            | 2 : 2 | Petare FC               | José Encarnación Romero   | 14 de septiembre | 16:00 | Sin transmisión | 2.070            |
| Mineros de Guayana  | 3 : 1 | Deportivo Lara          | CTE Cachamay              | 14 de septiembre | 19:00 | Sin transmisión | 948              |
| Deportivo Táchira   | 1 : 0 | Estudiantes de Caracas  | Pueblo Nuevo              | 14 de septiembre | 19:30 | Sin transmisión | 3.154            |
| Zamora FC           | 2 : 0 | Monagas SC              | Agustín Tovar             | 5 de octubre     | 19:30 | Sin transmisión | 856              |
| Deportivo La Guaira | 1 : 0 | Carabobo FC             | Metropolitano De Cabudare | 6 de octubre     | 16:30 | Sin transmisión | 86               |

| Portuguesa FC           | 3 : 1 | Deportivo Táchira   | José Antonio Paéz         | 17 de septiembre | 15:30 | GolTV / TLT     | 3.010            |
| Deportivo Anzoátegui    | 0 : 1 | Deportivo La Guaira | José Antonio Anzoátegui   | 17 de septiembre | 18:00 | GolTV / TLT     | A Puerta Cerrada |
| Estudiantes de Mérida   | 2 : 5 | Caracas FC          | Metropolitano de Mérida   | 17 de septiembre | 18:00 | Sin transmisión | 2.610            |
| Deportivo JBL del Zulia | 0 : 0 | Aragua FC           | José Encarnación Romero   | 18 de septiembre | 15:00 | Sin transmisión | 750              |
| Petare FC               | 3 : 2 | Zamora              | Cocodrilos Sport Park     | 18 de septiembre | 15:00 | Sin transmisión | 200              |
| Ureña SC                | 1 : 1 | Atlético Venezuela  | Pueblo Nuevo              | 18 de septiembre | 16:00 | Sin transmisión | 331              |
| Estudiantes de Caracas  | 1 : 0 | Mineros de Guayana  | Brígido Iriarte           | 18 de septiembre | 16:00 | Sin transmisión | 1.482            |
| Deportivo Lara          | 4 : 1 | Llaneros de Guanare | Metropolitano De Cabudare | 18 de septiembre | 17:00 | Sin transmisión | 1.486            |
| Monagas SC              | 2 : 1 | Trujillanos FC      | Monumental de Maturín     | 18 de septiembre | 17:00 | GolTV / TLT     | 2.257            |
| Carabobo FC             | 4 : 2 | Zulia FC            | Misael Delgado            | 18 de septiembre | 19:30 | GolTV / TLT     | 3.577            |

| Aragua FC           | 1 : 0 | Estudiantes de Mérida   | Hermanos Ghersi         | 24 de septiembre | 15:00 | GolTV / TLT     | 1.454            |
| Zulia FC            | 4 : 0 | Deportivo Anzoátegui    | José Encarnación Romero | 25 de septiembre | 15:30 | Sin transmisión | 4.709            |
| Caracas FC          | 0 : 0 | Deportivo Lara          | Cocodrilos Sport Park   | 25 de septiembre | 16:00 | Sin transmisión | A Puerta Cerrada |
| Atlético Venezuela  | 1 : 2 | Monagas SC              | Brígido Iriarte         | 25 de septiembre | 16:00 | Sin transmisión | 626              |
| Ureña SC            | 0 : 0 | Portuguesa FC           | Pueblo Nuevo            | 25 de septiembre | 16:00 | Sin transmisión | 180              |
| Mineros de Guayana  | 1 : 1 | Deportivo Táchira       | CTE Cachamay            | 25 de septiembre | 16:00 | Sin transmisión | 3.459            |
| Llaneros de Guanare | 4 : 0 | Estudiantes de Caracas  | Rafael Calles Pinto     | 25 de septiembre | 16:00 | Sin transmisión | 900              |
| Deportivo La Guaira | 1 : 0 | Deportivo JBL del Zulia | Brígido Iriarte         | 25 de septiembre | 16:00 | Sin transmisión | 157              |
| Zamora FC           | 0 : 1 | Carabobo FC             | Agustín Tovar           | 25 de septiembre | 19:30 | GolTV / TLT     | 2.840            |
| Trujillanos FC      | 1 : 1 | Petare FC               | José Alberto Pérez      | 5 de octubre     | 16:00 | Sin transmisión | 510              |

| Deportivo JBL de Zulia | 0 : 0 | Zulia FC            | José Encarnación Romero   | 28 de septiembre | 15:00 | Sin transmisión | 86               |
| Estudiantes de Caracas | 1 : 0 | Caracas FC          | Brígido Iriarte           | 28 de septiembre | 15:30 | Sin transmisión | 1.518            |
| Petare FC              | 0 : 3 | Atlético Venezuela  | Cocodrilos Sport Park     | 28 de septiembre | 15:30 | Sin transmisión | 185              |
| Portuguesa FC          | 0 : 0 | Mineros de Guayana  | José Antonio Páez         | 28 de septiembre | 16:00 | Sin transmisión | 1.707            |
| Deportivo Lara         | 1 : 0 | Aragua FC           | Metropolitano de Cabudare | 28 de septiembre | 17:00 | Sin transmisión | 842              |
| Monagas SC             | 4 : 1 | Ureña SC            | Monumental de Maturín     | 28 de septiembre | 17:00 | Sin transmisión | 1.255            |
| Deportivo Anzoátegui   | 2 : 1 | Zamora FC           | José Antonio Anzoátegui   | 28 de septiembre | 17:00 | Sin transmisión | A Puerta Cerrada |
| Carabobo FC            | 1 : 0 | Trujillanos FC      | Misael Delgado            | 28 de septiembre | 19:00 | GolTV / TLT     | 4.009            |
| Deportivo Táchira      | 2 : 0 | Llaneros de Guanare | Pueblo Nuevo              | 28 de septiembre | 19:30 | Sin transmisión | 1.438            |
| Estudiantes de Mérida  | 2 : 1 | Deportivo La Guaira | Metropolitano de Mérida   | 19 de octubre    | 14:00 | Sin transmisión | 1.436            |

| Aragua FC           | 2 : 2 | Estudiantes de Caracas | Hermanos Ghersi           | 1 de octubre | 16:30 | Sin transmisión | 972              |
| Atlético Venezuela  | 1 : 0 | Carabobo FC            | Brígido Iriarte           | 2 de octubre | 15:30 | GolTV / TLT     | 797              |
| Deportivo La Guaira | 1 : 2 | Deportivo Lara         | Metropolitano de Cabudare | 2 de octubre | 16:00 | Sin transmisión | 2.200            |
| Zulia FC            | 5 : 0 | Estudiantes de Mérida  | José Encarnación Romero   | 2 de octubre | 16:00 | Sin transmisión | 3.854            |
| Ureña SC            | 2 : 0 | Petare FC              | Pueblo Nuevo              | 2 de octubre | 16:00 | Sin transmisión | 296              |
| Llaneros de Guanare | 1 : 1 | Mineros de Guayana     | Rafael Calles Pinto       | 2 de octubre | 16:00 | Sin transmisión | 1.222            |
| Caracas FC          | 3 : 0 | Deportivo Táchira      | Cocodrilos Sport Park     | 2 de octubre | 16:00 | Sin transmisión | A Puerta Cerrada |
| Trujillanos FC      | 1 : 1 | Deportivo Anzoátegui   | José Alberto Pérez        | 2 de octubre | 16:00 | Sin transmisión | 840              |
| Zamora FC           | 1 : 2 | Deportivo JBL de Zulia | Agustín Tovar             | 2 de octubre | 18:30 | Sin transmisión | 1643             |
| Monagas SC          | 2 : 1 | Portuguesa FC          | Monumental de Maturín     | 2 de octubre | 19:00 | GolTV / TLT     | 1905             |

| Deportivo Táchira      | 2 : 0 | Aragua FC           | Polideportivo Pueblo Nuevo | 16 de octubre | 16:00 | Sin transmisión | 12.974 |
| Petare FC              | 2 : 1 | Monagas SC          | Cocodrilos Sport Park      | 16 de octubre | 16:00 | Sin transmisión | 220    |
| Estudiantes de Mérida  | 1 : 0 | Zamora FC           | Metropolitano de Mérida    | 16 de octubre | 16:00 | Sin transmisión | 4.008  |
| Deportivo Lara         | 1 : 0 | Zulia FC            | Metropolitano de Cabudare  | 16 de octubre | 16:00 | Sin transmisión | 4.313  |
| Estudiantes de Caracas | 0 : 4 | Deportivo La Guaira | Brígido Iriarte            | 16 de octubre | 16:00 | Sin transmisión | 1.678  |
| Carabobo FC            | 1 : 1 | Ureña SC            | Misael Delgado             | 16 de octubre | 16:00 | GolTV / TLT     | 4.156  |
| Llaneros de Guanare    | 1 : 1 | Portuguesa FC       | Rafael Calles Pinto        | 16 de octubre | 16:00 | Sin transmisión | 2.150  |
| Deportivo Anzoátegui   | 1 : 0 | Atlético Venezuela  | José Antonio Anzoátegui    | 16 de octubre | 16:00 | Sin transmisión | 473    |
| Mineros de Guayana     | 1 : 0 | Caracas FC          | CTE Cachamay               | 16 de octubre | 16:00 | Sin transmisión | 4.172  |
| Deportivo JBL de Zulia | 3 : 0 | Trujillanos FC      | José Encarnación Romero    | 16 de octubre | 16:00 | Sin transmisión | 943    |

| Caracas FC          | 3 : 0 | Llaneros de Guanare    | Olímpico de la UCV           | 22 de octubre | 16:00 | Sin transmisión | 3.202 |
| Aragua FC           | 2 : 4 | Mineros de Guayana     | Hermanos Ghersi              | 22 de octubre | 17:00 | Sin transmisión | 1.606 |
| Deportivo La Guaira | 2 : 1 | Deportivo Táchira      | Olímpico de la UCV           | 23 de octubre | 16:00 | Sin transmisión | 2.253 |
| Zamora FC           | 2 : 1 | Deportivo Lara         | Agustín Tovar                | 23 de octubre | 16:00 | Sin transmisión | 1.460 |
| Portuguesa FC       | 2 : 0 | Petare FC              | José Antonio Páez            | 23 de octubre | 16:00 | Sin transmisión | 1.629 |
| Atlético Venezuela  | 2 : 1 | Deportivo JBL de Zulia | Brígido Iriarte              | 23 de octubre | 16:00 | Sin transmisión | 535   |
| Zulia FC            | 1 : 0 | Estudiantes de Caracas | José Encarnación Romero      | 23 de octubre | 16:00 | Sin transmisión | 4.285 |
| Ureña SC            | 1 : 5 | Deportivo Anzoátegui   | Pueblo Nuevo                 | 23 de octubre | 16:00 | Sin transmisión | 932   |
| Monagas SC          | 0 : 3 | Carabobo FC            | Alexander “Comanche” Bottini | 23 de octubre | 16:00 | Sin transmisión | 2.494 |
| Trujillanos FC      | 1 : 3 | Estudiantes de Mérida  | José Alberto Pérez           | 23 de octubre | 16:00 | Sin transmisión | 875   |

## Liguilla
La Liguilla se jugará cuando finalice el Todos Contra Todos, donde los ocho mejores clubes jugarán por un cupo a la Copa Sudamericana 2017 y otro cupo a la Copa Libertadores de América 2017. El local en la ida se encuentra en la línea de arriba, el local en la vuelta está en la línea de abajo.
|  | Cuartos de final                                         | Cuartos de final                                         | Cuartos de final                                         |   |                   | Semifinales                                    | Semifinales                                    | Semifinales                                    |  |  | Final                | Final                | Final                |
|  | 29, 30 y 31 de octubre (ida) 4 y 5 de noviembre (vuelta) | 29, 30 y 31 de octubre (ida) 4 y 5 de noviembre (vuelta) | 29, 30 y 31 de octubre (ida) 4 y 5 de noviembre (vuelta) |   |                   | 19 de noviembre (ida) 23 de noviembre (vuelta) | 19 de noviembre (ida) 23 de noviembre (vuelta) | 19 de noviembre (ida) 23 de noviembre (vuelta) |  |  | 27 y 30 de noviembre | 27 y 30 de noviembre | 27 y 30 de noviembre |
|  |                                                          |                                                          |                                                          |   |                   |                                                |                                                |                                                |  |  |                      |                      |                      |
|  | Zulia                                                    | 3                                                        | 0                                                        |   |                   |                                                |                                                |                                                |  |  |                      |                      |                      |
|  | Carabobo                                                 | 0                                                        | 0                                                        |   |                   |                                                |                                                |                                                |  |  |                      |                      |                      |
|  | Carabobo                                                 | 0                                                        | 0                                                        |   | Zulia             | 1                                              | 2                                              |                                                |  |  |                      |                      |                      |
|  |                                                          |                                                          |                                                          |   | Zulia             | 1                                              | 2                                              |                                                |  |  |                      |                      |                      |
|  |                                                          | Caracas                                                  | 0                                                        | 1 |                   |                                                |                                                |                                                |  |  |                      |                      |                      |
|  | Deportivo La Guaira                                      | Caracas                                                  | 0                                                        | 1 | 0                 | 0                                              |                                                |                                                |  |  |                      |                      |                      |
|  | Deportivo La Guaira                                      |                                                          |                                                          |   | 0                 | 0                                              |                                                |                                                |  |  |                      |                      |                      |
|  | Caracas                                                  | 2                                                        | 1                                                        |   |                   |                                                |                                                |                                                |  |  |                      |                      |                      |
|  |                                                          |                                                          |                                                          |   |                   |                                                |                                                |                                                |  |  | Zulia                | 2                    | 0 (7)                |
|  |                                                          |                                                          | Deportivo Táchira                                        | 0 | 2 (6)             |                                                |                                                |                                                |  |  |                      |                      |                      |
|  | Deportivo Táchira                                        | 2                                                        | 1                                                        |   |                   |                                                |                                                |                                                |  |  |                      |                      |                      |
|  | Monagas                                                  | 1                                                        | 1                                                        |   |                   |                                                |                                                |                                                |  |  |                      |                      |                      |
|  | Monagas                                                  | 1                                                        | 1                                                        |   | Deportivo Táchira | 3                                              | 0                                              |                                                |  |  |                      |                      |                      |
|  |                                                          |                                                          |                                                          |   | Deportivo Táchira | 3                                              | 0                                              |                                                |  |  |                      |                      |                      |
|  |                                                          | Atlético Venezuela                                       | 0                                                        | 2 |                   |                                                |                                                |                                                |  |  |                      |                      |                      |
|  | Deportivo Lara                                           | Atlético Venezuela                                       | 0                                                        | 2 | 0                 | 1                                              |                                                |                                                |  |  |                      |                      |                      |
|  | Deportivo Lara                                           |                                                          |                                                          |   | 0                 | 1                                              |                                                |                                                |  |  |                      |                      |                      |
|  | Atlético Venezuela                                       | 3                                                        | 0                                                        |   |                   |                                                |                                                |                                                |  |  |                      |                      |                      |

### Cuartos de final
- La hora de cada encuentro corresponde al huso horario que rige a Venezuela (UTC-4)

#### Carabobo FC - Zulia FC
| 29 de octubre de 2016, 15:00 GolTV / TLT | Zulia                                | 3:0 (1:0) | Carabobo | Estadio José Encarnación Romero, Maracaibo                  |                                                             |
|                                          | Savarino 18' 76' · Soto 90+1' (a.g.) |           |          | Asistencia: 6.122 espectadores Árbitro(s): Jesús Valenzuela | Asistencia: 6.122 espectadores Árbitro(s): Jesús Valenzuela |

| 4 de noviembre de 2016, 19:00 GolTV / TLT | Carabobo | 0:0 | Zulia | Polideportivo Misael Delgado, Valencia                    |  |
|                                           |          |     |       | Asistencia: 4.002 espectadores Árbitro(s): Adrián Cabello |  |

#### Atlético Venezuela - Deportivo Lara
| 31 de octubre de 2016, 19:00 GolTV / TLT | Deportivo Lara | 0:3 (0:1) | Atlético Venezuela          | Estadio Metropolitano de Lara, Cabudare              |                                                      |
|                                          |                |           | Infante 25' 77' · Muñoz 54' | Asistencia: 9.172 espectadores Árbitro(s): Juan Soto | Asistencia: 9.172 espectadores Árbitro(s): Juan Soto |

| 5 de noviembre de 2016, 14:30 GolTV / TLT | Atlético Venezuela | 0:1 (0:0) | Deportivo Lara | Estadio Brígido Iriarte, Caracas                       |                                                        |
|                                           |                    |           | Falcón 88'     | Asistencia: 1.315 espectadores Árbitro(s): José Argote | Asistencia: 1.315 espectadores Árbitro(s): José Argote |

#### Monagas - Deportivo Táchira
| 30 de octubre de 2016, 16:00 GolTV / Meridiano | Deportivo Táchira        | 2:1 (0:1) | Monagas   | Polideportivo Pueblo Nuevo, San Cristóbal                |                                                          |
|                                                | Sosa 76' · Marrufo 90+2' |           | Maita 45' | Asistencia: 13 159 espectadores Árbitro(s): Mayker Gómez | Asistencia: 13 159 espectadores Árbitro(s): Mayker Gómez |

| 4 de noviembre de 2016, 15:00 GolTV / Meridiano | Monagas      | 1:1 (0:1) | Deportivo Táchira | Alexander "Comanche" Bottini, Maturín                   |                                                         |
|                                                 | Rentería 77' |           | Hurtado 6'        | Asistencia: 5.219 espectadores Árbitro(s): Mayker Gómez | Asistencia: 5.219 espectadores Árbitro(s): Mayker Gómez |

#### Caracas - Deportivo La Guaira
| 30 de octubre de 2016, 17:30 GolTV / TLT | Deportivo La Guaira | 0:2 (0:2) | Caracas         | Estadio Olímpico de la UCV, Caracas                         |                                                             |
|                                          |                     |           | Castro 3' 45+2' | Asistencia: 4 032 espectadores Árbitro(s): Marlon Escalante | Asistencia: 4 032 espectadores Árbitro(s): Marlon Escalante |

| 5 de noviembre de 2016, 17:30 GolTV / Meridiano | Caracas    | 1:0 (0:0) | Deportivo La Guaira | Estadio Olímpico de la UCV, Caracas                  |                                                      |
|                                                 | Castro 80' |           |                     | Asistencia: 6 340 espectadores Árbitro(s): José Hoyo | Asistencia: 6 340 espectadores Árbitro(s): José Hoyo |

### Semifinal

#### Caracas - Zulia
| 20 de noviembre de 2016, 15:00 GolTV / TLT | Zulia          | 1:0 (0:0) | Caracas | Estadio José Encarnación Romero, Maracaibo                |                                                           |
|                                            | Savarino 90+1' |           |         | Asistencia: 21.346 espectadores Árbitro(s): Ángel Arteaga | Asistencia: 21.346 espectadores Árbitro(s): Ángel Arteaga |

| 23 de noviembre de 2016, 19.00 GolTV / TLT | Caracas       | 1:2 (0:1) | Zulia                                | Estadio Olímpico UCV, Caracas |                              |
|                                            | Hernández 74' |           | Savarino 15' · Guaycochea 57' (pen.) | Árbitro(s): Jesús Valenzuela  | Árbitro(s): Jesús Valenzuela |

#### Atlético Venezuela - Deportivo Táchira
| 20 de noviembre de 2016, 17:15 GolTV / Meridiano | Deportivo Táchira                   | 3:0 (2:0) | Atlético Venezuela | Polideportivo Pueblo Nuevo, San Cristóbal                  |                                                            |
|                                                  | Rojas 8' · Maldonado 43' (pen.) 46' |           |                    | Asistencia: 26 958 espectadores Árbitro(s): Adrián Cabello | Asistencia: 26 958 espectadores Árbitro(s): Adrián Cabello |

| 23 de noviembre de 2016, 15:00 GolTV / TLT | Atlético Venezuela        | 2:0 (1:0) | Deportivo Táchira | Estadio Brígido Iriarte, Caracas                     |                                                      |
|                                            | Arismendi 35' · López 55' |           |                   | Asistencia: 3.323 espectadores Árbitro(s): Juan Soto | Asistencia: 3.323 espectadores Árbitro(s): Juan Soto |

## Final

### Ida
| 1     | Guardameta     | Edixson González   |    |
| 3     | Defensa        | Daniel Rivillo     | 45 |
| 4     | Defensa        | Henry Plazas       |    |
| 19    | Defensa        | Giovanny Romero    |    |
| 6     | Defensa        | Sandro Notaroberto |    |
| 17    | Centrocampista | César Gómez        |    |
| 8     | Centrocampista | Júnior Moreno      |    |
| 18    | Centrocampista | Luciano Guaycochea | 67 |
| 10    | Centrocampista | Jefferson Savarino |    |
| 20    | Delantero      | Sergio Unrein      | 82 |
| 16    | Delantero      | Jesús González     |    |
| D. T. | D. T.          | César Marcano      |    |

| 1     | Guardameta     | José Contreras      | 45 |
| 16    | Defensa        | Pablo Camacho       |    |
| 17    | Defensa        | Yúber Mosquera      |    |
| 5     | Defensa        | Francisco Flores    |    |
| 14    | Defensa        | José Marrufo        |    |
| 19    | Centrocampista | Jhonny Monsalve     |    |
| 24    | Centrocampista | Carlos Cermeño      |    |
| 10    | Centrocampista | Jorge Alberto Rojas |    |
| 8     | Centrocampista | Samuel Sosa         | 76 |
| 26    | Delantero      | Juan Carlos Azócar  | 65 |
| 21    | Delantero      | Edgar Pérez Greco   |    |
| D. T. | D. T.          | Carlos Maldonado    |    |

| 5  | Centrocampista | Henry Palomino  | 45 |
| 23 | Delantero      | Josmar Zambrano | 67 |
| 21 | Delantero      | Albert Zambrano | 82 |

| 30 | Guardameta | Alan Liebeskind     | 45 |
| 6  | Delantero  | Giancarlo Maldonado | 65 |
| 9  | Delantero  | Sergio Herrera      | 76 |

| 24' · 85' | Sergio Unrein Jesús González |  |

| 39' · 40' · 46' · 55' · 56' · 62' | Pablo Camacho Yúber Mosquera Carlos Cermeño Samuel Sosa Edgar Pérez Greco Alan Liebeskind |

| Principal  | José Luis Hoyo    |
| Asistentes | Carlos Luis Hoyo  |
|            | José Cecilio Hoyo |
| Cuarto     | Jean Gómez        |

| 1     | Guardameta     | Edixson González   |    |
| 3     | Defensa        | Daniel Rivillo     | 45 |
| 4     | Defensa        | Henry Plazas       |    |
| 19    | Defensa        | Giovanny Romero    |    |
| 6     | Defensa        | Sandro Notaroberto |    |
| 17    | Centrocampista | César Gómez        |    |
| 8     | Centrocampista | Júnior Moreno      |    |
| 18    | Centrocampista | Luciano Guaycochea | 67 |
| 10    | Centrocampista | Jefferson Savarino |    |
| 20    | Delantero      | Sergio Unrein      | 82 |
| 16    | Delantero      | Jesús González     |    |
| D. T. | D. T.          | César Marcano      |    |

| 1     | Guardameta     | José Contreras      | 45 |
| 16    | Defensa        | Pablo Camacho       |    |
| 17    | Defensa        | Yúber Mosquera      |    |
| 5     | Defensa        | Francisco Flores    |    |
| 14    | Defensa        | José Marrufo        |    |
| 19    | Centrocampista | Jhonny Monsalve     |    |
| 24    | Centrocampista | Carlos Cermeño      |    |
| 10    | Centrocampista | Jorge Alberto Rojas |    |
| 8     | Centrocampista | Samuel Sosa         | 76 |
| 26    | Delantero      | Juan Carlos Azócar  | 65 |
| 21    | Delantero      | Edgar Pérez Greco   |    |
| D. T. | D. T.          | Carlos Maldonado    |    |

| 5  | Centrocampista | Henry Palomino  | 45 |
| 23 | Delantero      | Josmar Zambrano | 67 |
| 21 | Delantero      | Albert Zambrano | 82 |

| 30 | Guardameta | Alan Liebeskind     | 45 |
| 6  | Delantero  | Giancarlo Maldonado | 65 |
| 9  | Delantero  | Sergio Herrera      | 76 |

| 24' · 85' | Sergio Unrein Jesús González |  |

| 39' · 40' · 46' · 55' · 56' · 62' | Pablo Camacho Yúber Mosquera Carlos Cermeño Samuel Sosa Edgar Pérez Greco Alan Liebeskind |

| Principal  | José Luis Hoyo    |
| Asistentes | Carlos Luis Hoyo  |
|            | José Cecilio Hoyo |
| Cuarto     | Jean Gómez        |

| 1     | Guardameta     | Edixson González   |    |
| 3     | Defensa        | Daniel Rivillo     | 45 |
| 4     | Defensa        | Henry Plazas       |    |
| 19    | Defensa        | Giovanny Romero    |    |
| 6     | Defensa        | Sandro Notaroberto |    |
| 17    | Centrocampista | César Gómez        |    |
| 8     | Centrocampista | Júnior Moreno      |    |
| 18    | Centrocampista | Luciano Guaycochea | 67 |
| 10    | Centrocampista | Jefferson Savarino |    |
| 20    | Delantero      | Sergio Unrein      | 82 |
| 16    | Delantero      | Jesús González     |    |
| D. T. | D. T.          | César Marcano      |    |

| 1     | Guardameta     | José Contreras      | 45 |
| 16    | Defensa        | Pablo Camacho       |    |
| 17    | Defensa        | Yúber Mosquera      |    |
| 5     | Defensa        | Francisco Flores    |    |
| 14    | Defensa        | José Marrufo        |    |
| 19    | Centrocampista | Jhonny Monsalve     |    |
| 24    | Centrocampista | Carlos Cermeño      |    |
| 10    | Centrocampista | Jorge Alberto Rojas |    |
| 8     | Centrocampista | Samuel Sosa         | 76 |
| 26    | Delantero      | Juan Carlos Azócar  | 65 |
| 21    | Delantero      | Edgar Pérez Greco   |    |
| D. T. | D. T.          | Carlos Maldonado    |    |

| 5  | Centrocampista | Henry Palomino  | 45 |
| 23 | Delantero      | Josmar Zambrano | 67 |
| 21 | Delantero      | Albert Zambrano | 82 |

| 30 | Guardameta | Alan Liebeskind     | 45 |
| 6  | Delantero  | Giancarlo Maldonado | 65 |
| 9  | Delantero  | Sergio Herrera      | 76 |

| 24' · 85' | Sergio Unrein Jesús González |  |

| 39' · 40' · 46' · 55' · 56' · 62' | Pablo Camacho Yúber Mosquera Carlos Cermeño Samuel Sosa Edgar Pérez Greco Alan Liebeskind |

| Principal  | José Luis Hoyo    |
| Asistentes | Carlos Luis Hoyo  |
|            | José Cecilio Hoyo |
| Cuarto     | Jean Gómez        |

| 1     | Guardameta     | Edixson González   |    |
| 3     | Defensa        | Daniel Rivillo     | 45 |
| 4     | Defensa        | Henry Plazas       |    |
| 19    | Defensa        | Giovanny Romero    |    |
| 6     | Defensa        | Sandro Notaroberto |    |
| 17    | Centrocampista | César Gómez        |    |
| 8     | Centrocampista | Júnior Moreno      |    |
| 18    | Centrocampista | Luciano Guaycochea | 67 |
| 10    | Centrocampista | Jefferson Savarino |    |
| 20    | Delantero      | Sergio Unrein      | 82 |
| 16    | Delantero      | Jesús González     |    |
| D. T. | D. T.          | César Marcano      |    |

| 1     | Guardameta     | José Contreras      | 45 |
| 16    | Defensa        | Pablo Camacho       |    |
| 17    | Defensa        | Yúber Mosquera      |    |
| 5     | Defensa        | Francisco Flores    |    |
| 14    | Defensa        | José Marrufo        |    |
| 19    | Centrocampista | Jhonny Monsalve     |    |
| 24    | Centrocampista | Carlos Cermeño      |    |
| 10    | Centrocampista | Jorge Alberto Rojas |    |
| 8     | Centrocampista | Samuel Sosa         | 76 |
| 26    | Delantero      | Juan Carlos Azócar  | 65 |
| 21    | Delantero      | Edgar Pérez Greco   |    |
| D. T. | D. T.          | Carlos Maldonado    |    |

| 5  | Centrocampista | Henry Palomino  | 45 |
| 23 | Delantero      | Josmar Zambrano | 67 |
| 21 | Delantero      | Albert Zambrano | 82 |

| 30 | Guardameta | Alan Liebeskind     | 45 |
| 6  | Delantero  | Giancarlo Maldonado | 65 |
| 9  | Delantero  | Sergio Herrera      | 76 |

| 24' · 85' | Sergio Unrein Jesús González |  |

| 39' · 40' · 46' · 55' · 56' · 62' | Pablo Camacho Yúber Mosquera Carlos Cermeño Samuel Sosa Edgar Pérez Greco Alan Liebeskind |

| Principal  | José Luis Hoyo    |
| Asistentes | Carlos Luis Hoyo  |
|            | José Cecilio Hoyo |
| Cuarto     | Jean Gómez        |

### Vuelta
| 30    | Guardameta     | Alan Liebeskind     |      |
| 16    | Defensa        | Pablo Camacho       |      |
| 3     | Defensa        | Carlos Lujano       |      |
| 17    | Defensa        | Yúber Mosquera      |      |
| 14    | Defensa        | José Marrufo        |      |
| 5     | Centrocampista | Francisco Flores    |      |
| 24    | Centrocampista | Carlos Cermeño      |      |
| 10    | Centrocampista | Jorge Alberto Rojas |      |
| 8     | Centrocampista | Samuel Sosa         | 91+1 |
| 6     | Delantero      | Giancarlo Maldonado | 69   |
| 19    | Delantero      | Jan Hurtado         | 79   |
| D. T. | D. T.          | Carlos Maldonado    |      |

| 1     | Guardameta     | Edixson González   |       |
| 5     | Defensa        | Henry Palomino     |       |
| 4     | Defensa        | Henry Plazas       |       |
| 19    | Defensa        | Giovanny Romero    |       |
| 6     | Defensa        | Sandro Notaroberto |       |
| 17    | Centrocampista | César Gómez        | 91+1' |
| 8     | Centrocampista | Júnior Moreno      |       |
| 10    | Centrocampista | Jefferson Savarino |       |
| 18    | Centrocampista | Luciano Guaycochea | 79    |
| 20    | Delantero      | Sergio Unrein      | 71    |
| 16    | Delantero      | Jesús González     |       |
| D. T. | D. T.          | César Marcano      |       |

| 26 | Centrocampista | Juan Carlos Azócar | 69   |
| 9  | Delantero      | Sergio Herrera     | 79   |
| 11 | Centrocampista | Angelo Peña        | 90+1 |

| 21 | Delantero | Albert Zambrano | 71   |
| 23 | Delantero | Josmar Zambrano | 79   |
| 27 | Delantero | Carlos Moreno   | 90+1 |

| 11' · 40' | Yúber Mosquera Jan Hurtado |  |

| Sí · Sí · Sí · No · Sí · Sí · Sí · No | Jorge Rojas Angelo Peña Sergio Herrera Francisco Flores Carlos Cermeño Juan Carlos Azócar Yúber Mosquera Carlos Javier Lujano | 1:1 2:2 3:3 3:4 4:4 5:5 6:6 6:7 |

| Sí · Sí · Sí · Sí · No · Sí · Sí · Sí | Jesús González Henry Plazas Jefferson Savarino Carlos Moreno Júnior Moreno Giovanny Romero Henry Palomino Josmar Zambrano | 0:1 1:2 2:3 3:4 4:5 5:6 6:7 |

| 60' · 71' · 85' | Samuel Sosa Juan Carlos Azócar Carlos Cermeño |

| 17' · 45' · 53' | Jesús González Sergio Unrein Júnior Moreno |

| Principal  | Ángel Arteaga       |
| Asistentes | Tulio Moreno        |
|            | Franchescoly Chacon |
| Cuarto     | José Marquina       |

| 30    | Guardameta     | Alan Liebeskind     |      |
| 16    | Defensa        | Pablo Camacho       |      |
| 3     | Defensa        | Carlos Lujano       |      |
| 17    | Defensa        | Yúber Mosquera      |      |
| 14    | Defensa        | José Marrufo        |      |
| 5     | Centrocampista | Francisco Flores    |      |
| 24    | Centrocampista | Carlos Cermeño      |      |
| 10    | Centrocampista | Jorge Alberto Rojas |      |
| 8     | Centrocampista | Samuel Sosa         | 91+1 |
| 6     | Delantero      | Giancarlo Maldonado | 69   |
| 19    | Delantero      | Jan Hurtado         | 79   |
| D. T. | D. T.          | Carlos Maldonado    |      |

| 1     | Guardameta     | Edixson González   |       |
| 5     | Defensa        | Henry Palomino     |       |
| 4     | Defensa        | Henry Plazas       |       |
| 19    | Defensa        | Giovanny Romero    |       |
| 6     | Defensa        | Sandro Notaroberto |       |
| 17    | Centrocampista | César Gómez        | 91+1' |
| 8     | Centrocampista | Júnior Moreno      |       |
| 10    | Centrocampista | Jefferson Savarino |       |
| 18    | Centrocampista | Luciano Guaycochea | 79    |
| 20    | Delantero      | Sergio Unrein      | 71    |
| 16    | Delantero      | Jesús González     |       |
| D. T. | D. T.          | César Marcano      |       |

| 26 | Centrocampista | Juan Carlos Azócar | 69   |
| 9  | Delantero      | Sergio Herrera     | 79   |
| 11 | Centrocampista | Angelo Peña        | 90+1 |

| 21 | Delantero | Albert Zambrano | 71   |
| 23 | Delantero | Josmar Zambrano | 79   |
| 27 | Delantero | Carlos Moreno   | 90+1 |

| 11' · 40' | Yúber Mosquera Jan Hurtado |  |

| Sí · Sí · Sí · No · Sí · Sí · Sí · No | Jorge Rojas Angelo Peña Sergio Herrera Francisco Flores Carlos Cermeño Juan Carlos Azócar Yúber Mosquera Carlos Javier Lujano | 1:1 2:2 3:3 3:4 4:4 5:5 6:6 6:7 |

| Sí · Sí · Sí · Sí · No · Sí · Sí · Sí | Jesús González Henry Plazas Jefferson Savarino Carlos Moreno Júnior Moreno Giovanny Romero Henry Palomino Josmar Zambrano | 0:1 1:2 2:3 3:4 4:5 5:6 6:7 |

| 60' · 71' · 85' | Samuel Sosa Juan Carlos Azócar Carlos Cermeño |

| 17' · 45' · 53' | Jesús González Sergio Unrein Júnior Moreno |

| Principal  | Ángel Arteaga       |
| Asistentes | Tulio Moreno        |
|            | Franchescoly Chacon |
| Cuarto     | José Marquina       |

| 30    | Guardameta     | Alan Liebeskind     |      |
| 16    | Defensa        | Pablo Camacho       |      |
| 3     | Defensa        | Carlos Lujano       |      |
| 17    | Defensa        | Yúber Mosquera      |      |
| 14    | Defensa        | José Marrufo        |      |
| 5     | Centrocampista | Francisco Flores    |      |
| 24    | Centrocampista | Carlos Cermeño      |      |
| 10    | Centrocampista | Jorge Alberto Rojas |      |
| 8     | Centrocampista | Samuel Sosa         | 91+1 |
| 6     | Delantero      | Giancarlo Maldonado | 69   |
| 19    | Delantero      | Jan Hurtado         | 79   |
| D. T. | D. T.          | Carlos Maldonado    |      |

| 1     | Guardameta     | Edixson González   |       |
| 5     | Defensa        | Henry Palomino     |       |
| 4     | Defensa        | Henry Plazas       |       |
| 19    | Defensa        | Giovanny Romero    |       |
| 6     | Defensa        | Sandro Notaroberto |       |
| 17    | Centrocampista | César Gómez        | 91+1' |
| 8     | Centrocampista | Júnior Moreno      |       |
| 10    | Centrocampista | Jefferson Savarino |       |
| 18    | Centrocampista | Luciano Guaycochea | 79    |
| 20    | Delantero      | Sergio Unrein      | 71    |
| 16    | Delantero      | Jesús González     |       |
| D. T. | D. T.          | César Marcano      |       |

| 26 | Centrocampista | Juan Carlos Azócar | 69   |
| 9  | Delantero      | Sergio Herrera     | 79   |
| 11 | Centrocampista | Angelo Peña        | 90+1 |

| 21 | Delantero | Albert Zambrano | 71   |
| 23 | Delantero | Josmar Zambrano | 79   |
| 27 | Delantero | Carlos Moreno   | 90+1 |

| 11' · 40' | Yúber Mosquera Jan Hurtado |  |

| Sí · Sí · Sí · No · Sí · Sí · Sí · No | Jorge Rojas Angelo Peña Sergio Herrera Francisco Flores Carlos Cermeño Juan Carlos Azócar Yúber Mosquera Carlos Javier Lujano | 1:1 2:2 3:3 3:4 4:4 5:5 6:6 6:7 |

| Sí · Sí · Sí · Sí · No · Sí · Sí · Sí | Jesús González Henry Plazas Jefferson Savarino Carlos Moreno Júnior Moreno Giovanny Romero Henry Palomino Josmar Zambrano | 0:1 1:2 2:3 3:4 4:5 5:6 6:7 |

| 60' · 71' · 85' | Samuel Sosa Juan Carlos Azócar Carlos Cermeño |

| 17' · 45' · 53' | Jesús González Sergio Unrein Júnior Moreno |

| Principal  | Ángel Arteaga       |
| Asistentes | Tulio Moreno        |
|            | Franchescoly Chacon |
| Cuarto     | José Marquina       |

| 30    | Guardameta     | Alan Liebeskind     |      |
| 16    | Defensa        | Pablo Camacho       |      |
| 3     | Defensa        | Carlos Lujano       |      |
| 17    | Defensa        | Yúber Mosquera      |      |
| 14    | Defensa        | José Marrufo        |      |
| 5     | Centrocampista | Francisco Flores    |      |
| 24    | Centrocampista | Carlos Cermeño      |      |
| 10    | Centrocampista | Jorge Alberto Rojas |      |
| 8     | Centrocampista | Samuel Sosa         | 91+1 |
| 6     | Delantero      | Giancarlo Maldonado | 69   |
| 19    | Delantero      | Jan Hurtado         | 79   |
| D. T. | D. T.          | Carlos Maldonado    |      |

| 1     | Guardameta     | Edixson González   |       |
| 5     | Defensa        | Henry Palomino     |       |
| 4     | Defensa        | Henry Plazas       |       |
| 19    | Defensa        | Giovanny Romero    |       |
| 6     | Defensa        | Sandro Notaroberto |       |
| 17    | Centrocampista | César Gómez        | 91+1' |
| 8     | Centrocampista | Júnior Moreno      |       |
| 10    | Centrocampista | Jefferson Savarino |       |
| 18    | Centrocampista | Luciano Guaycochea | 79    |
| 20    | Delantero      | Sergio Unrein      | 71    |
| 16    | Delantero      | Jesús González     |       |
| D. T. | D. T.          | César Marcano      |       |

| 26 | Centrocampista | Juan Carlos Azócar | 69   |
| 9  | Delantero      | Sergio Herrera     | 79   |
| 11 | Centrocampista | Angelo Peña        | 90+1 |

| 21 | Delantero | Albert Zambrano | 71   |
| 23 | Delantero | Josmar Zambrano | 79   |
| 27 | Delantero | Carlos Moreno   | 90+1 |

| 11' · 40' | Yúber Mosquera Jan Hurtado |  |

| Sí · Sí · Sí · No · Sí · Sí · Sí · No | Jorge Rojas Angelo Peña Sergio Herrera Francisco Flores Carlos Cermeño Juan Carlos Azócar Yúber Mosquera Carlos Javier Lujano | 1:1 2:2 3:3 3:4 4:4 5:5 6:6 6:7 |

| Sí · Sí · Sí · Sí · No · Sí · Sí · Sí | Jesús González Henry Plazas Jefferson Savarino Carlos Moreno Júnior Moreno Giovanny Romero Henry Palomino Josmar Zambrano | 0:1 1:2 2:3 3:4 4:5 5:6 6:7 |

| 60' · 71' · 85' | Samuel Sosa Juan Carlos Azócar Carlos Cermeño |

| 17' · 45' · 53' | Jesús González Sergio Unrein Júnior Moreno |

| Principal  | Ángel Arteaga       |
| Asistentes | Tulio Moreno        |
|            | Franchescoly Chacon |
| Cuarto     | José Marquina       |

| Campeón                                                              |
| Zulia Fútbol Club 1º torneo corto Clasifica a Copa Libertadores 2017 |

## Tabla de Goleadores
| Jefferson Savarino                             | Zulia FC           | 13 | 13 | 0 |
| Edder Farías                                   | Caracas FC         | 12 | 9  | 1 |
| Reiner Castro                                  | Caracas FC         | 11 | 9  | 1 |
| Armando Maita                                  | Monagas SC         | 11 | 9  | 2 |
| Joel Infante                                   | Atlético Venezuela | 10 | 10 | 0 |
| Última actualización: 30 de noviembre de 2016. |                    |    |    |   |

### Autogoles
| Fecha       | Jugador                | Equipo              | Rival               | Anotado · Autogol | PJ |
| 2 de julio  | Ignacio González Barón | Deportivo La Guaira | Mineros de Guayana  | 1                 | 1  |
| 17 de julio | Franklin Lucena        | Deportivo La Guaira | Caracas Fútbol Club | 1                 | 2  |
| ----------- | ---------------------- | ------------------- | ------------------- | ----------------- | -- |

### Rachas
- Mayor racha ganadora:  2 partidos. Deportivo La Guaira.
- Mayor racha invicta: 6 partidos. Zulia FC.
- Mayor racha imbatida:
- Mayor racha sin ganar: 6 partidos. Trujillanos FC.
- Mayor racha perdiendo: 2 partidos. Trujillanos FC.

«Actualizado a la jornada 19»

### Público
| Deportivo Táchira       | 37.735 | 4.192 | 9  |
| Zulia Fútbol Club       | 30.280 | 3.028 | 10 |
| Zamora Fútbol Club      | 25.213 | 2.521 | 10 |
| Deportivo Anzoategui    | 12.966 | 1.852 | 9  |
| Aragua Fútbol Club      | 2.895  | 1.447 | 2  |
| Portuguesa F.C.         | 8.470  | 4.235 | 3  |
| Estudiantes de Caracas  | 2.671  | 2.671 | 1  |
| Caracas Fútbol Club     | 2.289  | 2.289 | 1  |
| Ureña SC                | 2346   | 586.5 | 4  |
| Estudiantes de Mérida   | 2.100  | 2.100 | 1  |
| Trujillanos Fútbol Club | 1.865  | 1.865 | 1  |
| Mineros de Guayana      | 1.266  | 1.266 | 1  |
| Atlético Venezuela      | 1.056  | 1.156 | 1  |
| Monagas SC              | 13.253 | 1.893 | 7  |
| Deportivo Lara          | 1.044  | 1.044 | 1  |
| Deportivo JBL del Zulia | 927    | 927   | 1  |
| Carabobo Fútbol Club    | 13.089 | 2.182 | 6  |
| Petare Fútbol Club      | 298    | 298   | 1  |
| Deportivo La Guaira     | 110    | 110   | 1  |
| Llaneros de Guanare     | 3.160  | 1.035 | 3  |
| Primera División        | 36.328 | 3.632 | 20 |